# アンスクーリング

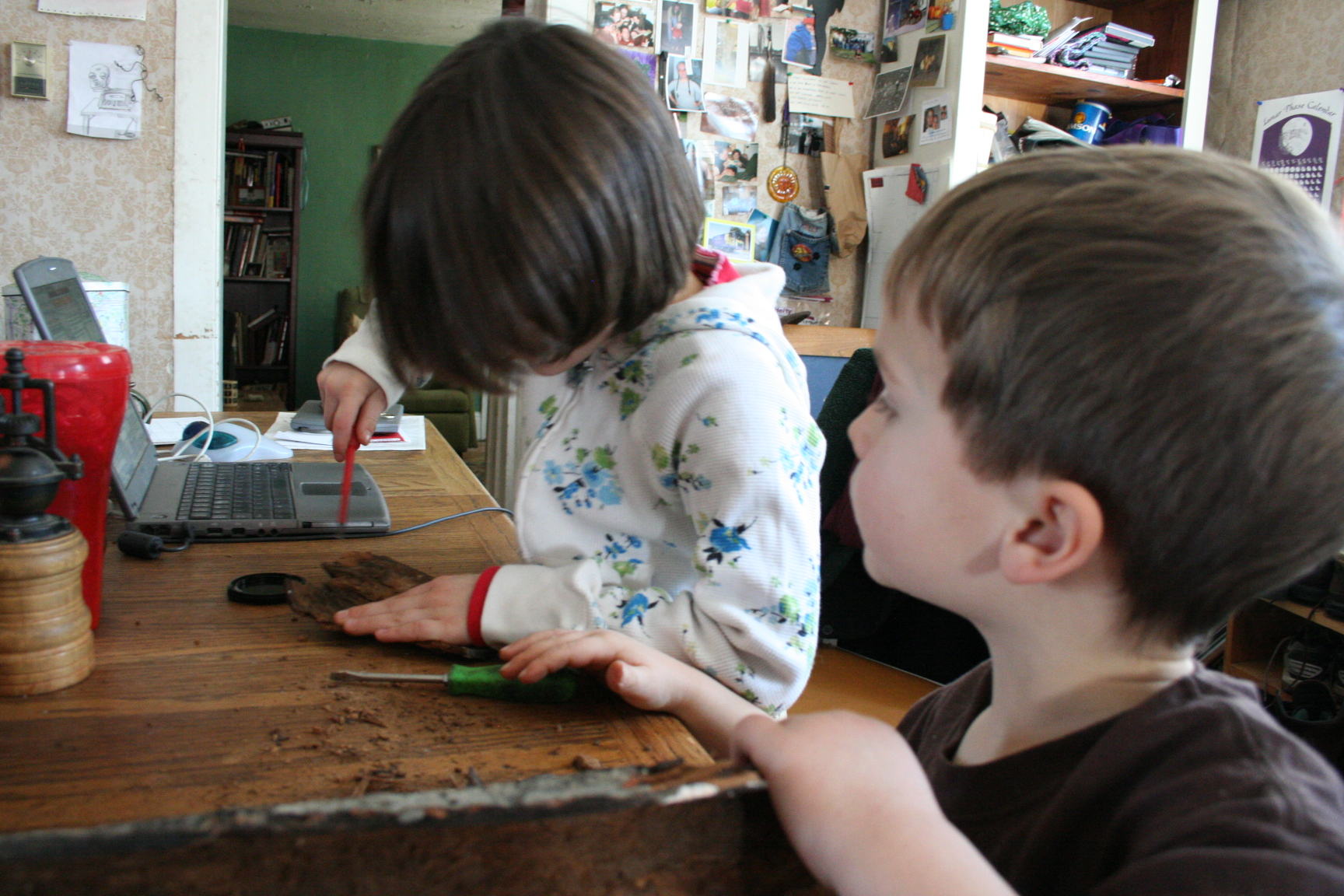
アンスクーリングの一例。樹皮を掘って虫のフンを探す子供たち

アンスクーリング（英: Unschooling、反学校、非学校教育の意）とは、教育を受けていないという意味ではなく、学校に通っていない、あるいは堅苦しい学校に似た環境で教育されていないことを指す。

## 定義
21世紀現在、アンスクーリングという言葉は以下の2つの意味を持つ。
まず急速に浸透しているのは、ホームスクーリングと同様学校に通わず、特に教科書への高い依存や机に向かう時間がない教育手法という意味である。
もう一つは、教育者、作家、ホームスクーリングの主唱者であり、アンスクーリングという新語を作ったジョン・ホルトなどが本来意味したもので、保護者が子供に何を勉強するのかを命令するのではなく、子供自身が興味を持つことを深く探求していく手助けをするという、子供の興味に基づいて行う教育である。
またアンスクーリングは、デスクーリングとは別物である。デスクーリングは学校組織などに対する反体制思想を持つことや、以前に学校へ通学したことのある子供やその保護者の「洗脳解除（デプログラミング）を行うことである。

## 概要
ホルトは、子供というものは生活経験から物事を学んでいくのだと考え、両親に子供と共に生活することを勧めた。「興味に基づく」、あるいは「子供主導」教育として知られるアンスクーリングでは、実際に生活する中で機会があればそれを利用し、子供は強制されずに学ぶ。教科書を用いたり教室のような環境で行うアンスクーリングもあるが、教科書や教室は教育の中心であるとはみなされない。ホルトは子供にとって必要な知識体験は存在しないし、必要ではないと主張した。
アンスクーリングに賛同する者は、子供は実際に行うことによって最も多くを学ぶと信じている。たとえば歴史や他の文化に対する興味を深めるために読むことを覚える、簡単なビジネスや家計のやりくりに参加することで算数を身に着ける、乳をとるためのヤギや肉にするためのウサギを飼育することで酪農について学ぶ、庭の畑で食材を育てることで植物について学ぶ、火器や内燃機関がどのように働くかを理解するために化学を学ぶ、町のゾーニング（区画調整）や歴史遺産の論争を通じて政治や郷土史について学ぶ、といったことである。この手法はどのようなホームスクーリング形態でも用いることがあるが、アンスクーリングの場合は子供自身が始めるという点で異なる。

## 在宅学習
一般的に、アンスクーリングは学校のかわりに家庭で子供を教育するという在宅学習の一種である。在宅学習はホームスクーリングと同義語のように扱われがちだが、ホームスクーリングは家庭という状況の中に学校を再現するという意味であり、アンスクーリングの考えとは相容れないという意見がある。
アンスクーリングが他の在宅学習と異なる点は、子供がカリキュラムや教師（ホームスクーリングで教える立場の保護者も含む）の指図を受けないことである。子供はカリキュラムを利用したり先生を求めることはできるが、教育のコントロール権は子供自身が持っている。子供はいつ、何を、なぜ、どのように知識を求めるかを選ぶ。保護者は「後援者」（ファシリテーター）となって幅広いリソース（資料・手段など）を提供し、子供がリソースにアクセスし、上手く扱い、世界を理解するための手助けをし、また短期および長期的な目標と計画を考えて導入する際の手助けをする。アンスクーリング手法は、子供の興味・関心・ニーズ・目標・計画の延長として、子供の中で自然に芽生えた好奇心を拡張させるものである。

## アンスクーリングの哲学

### 慣習的な教育法
一般的にアンスクーリング主義者は、好奇心は生まれつきのもので、子供は有能な大人になるために必要なことを学びたがるものだと信じている。一般的な学校（反対者達の言葉を借りれば「フリーサイズ学校」や「大量生産工場学校」）に子供を収容することは、子供の時間を無駄にしているという。なぜなら一般的な学校教育においては、子供一人一人が将来必要とすること、興味や目標、内容について予め知っている知識とは関係なしに、どの子も皆決まった科目の単元を決まった方法で決まったペースで決まった時間に学習しなければいけないからである。
また多くのアンスクーリング主義者は、慣習的な教育法では学習の機会が学校という建物の中で物理的に可能なことに限られており、有益で、ハンズオンで、地域に基づいた、自発的な実生活体験に欠けると考えている。
それに加え、アンスクーリング主義者はジョン・ホルトの「常にテストを受けることで不安になっている子供たちは、失敗・罰・恥の恐れがあるため、理解また記憶する力が大変に弱まり、学習内容よりも、実際は本当に知らないことを先生にむかって知っているふりをすることに神経が費やされてしまう」という記述にも同意している。
アンスクーリング支持者は、子供主導の学習スタイルは子供の時間を尊重して有効に使い、子供の興味を利用し、慣習的な教育よりも課題を深く探求することが可能となると述べている。

### 必須の知識体系
アンスクーリング主義者は、どの課題を学ぶかよりも、どうやって学ぶかの方が大切だと主張する。彼らが好んで引用するのは以下の2つである。アレック・ボーンの「頭に百万の事実を蓄えても、まったく無教養であるということは起こりうる」、ホルトの「我々はどのような知識が（子供達に）将来必要であるかを予測することはできないのだから、前もって教えようとするのはばかげている。我々は（子供達が）学ぶことが大好きで学ぶことが上手い人間になるように仕向けるべきである。そうすれば、将来学ばなければいけないことが出てきた時に、学ぶことができるであろう」。
自分自身で学ぶ能力は、おそらく現在よりも、後に子供達が大人になったときに、新たに生まれるニーズ・興味・目標に合わせて、知らなければいけないことを学び続けていくことを可能にする。以前は十分にカバーされていないと感じた学科を復習したり、まったく新しい学科を学ぶことができるのである。
多くのアンスクーリング主義者は、どのような人生を歩む者も必ず持っていなければいけない特定の知識体系がある、という考えに反対している。彼らに言わせると、学ぶに値するテーマは無数にあり、人間が一生のうちに学べることよりも多い。子供が全てを学ぶのは不可能であるから、誰かが何を探求するのかを決定しなければならない。アンスクーリング主義者は「十分に世の中を見るチャンスがある子供は、自分そして他人にとって何が本当に重要であるかをはっきりと理解し、他の誰よりも上手く自分自身が世の中に入っていく道を作り上げていく」と主張している。

### 保護者の役割
子供主導のアンスクーリングであるが、保護者は子供に指導やアドバイスを与えない、保護者自身が興味深いことや謎解きのヒントをみつけても子供に教えない、という意味ではない。一般的にアンスクーリングを行っている保護者は、成人である自分は子供よりも実社会の経験が豊富であり、世の事物にアクセスしやすい立場にあると考えている。またその立場を使って、子供が世の中にアクセスし、上手く扱い、理解するための手助けをすることが大切だと信じている。保護者の役割としては、おもしろそうな本や新聞雑誌記事を紹介する、子供の活動に参加する、子供が興味のある分野を探求するために関連知識を持っている様々な人物（物理学教授から自動車整備工まで）を探し出す、子供が目標を立てることや、どうすればその目標に到達できるか考える際に手助けする、などといったことがある。
また興味主体といわれるアンスクーリングであっても、教育に無干渉という意味ではなく、保護者はかなり熱心に関わっている。とくに小さい子供の場合はそうである。大きい子供は、アンスクーリングを始めたばかりでない限り、リソースをみつけたり、計画を立てて実行することに親の助けをあまり必要としない。

## 集団生活への適応性
アンスクールを選ぶかどうかの決定項目として、社会性が欠如した人間になるのではないかという不安がしばしば挙げられる。アンスクール主義者の多くは、伝統的な学校環境は、年齢ごとに子供を分離する、子供に対する大人の割合が低い、地域とのつながりに欠ける、教員と学校経営者以外の職業を持つ人間が存在しないなど、有害な社会環境を作り上げていると考えている。彼らは、アンスクーリングにおいて様々な年齢や経歴を持つ人間と様々な状況で接する機会があることは、子供達に有益であると考えている。また、どのような状況下でどのような人に会うかを子供自身がコントロールできるのも有益であると感じている。アンスクール主義者は、在宅教育を受けた子供は学校に通う同年代の子供よりも精神的に大人である傾向があるという研究結果を引用し、一部の者は、その要因として子供達が様々な人間に接する機会があるためだと信じている。
一方、アンスクーリングに対する批判として、多種多様な子供達を集めたちょうど良い仲間集団を子供から取り上げることで、社会性の発育を抑制してしまっているのではないかという意見がある。

## 大学受験
アンスクーリングを受けた者は、アメリカ合衆国の場合、アイビーリーグを含む大部分の大学に合格している。『ホームスクーリング・バックトゥーザフューチャー』という記事によれば、「高等学校の成績や卒業証明がなくとも、受験生は今までに学習してきた内容のサンプルやポトフォリオ、推薦状、SATやCLEP（大学単位取得認定試験）のスコアを提出することができる」と述べられている。アンスクーリング教育を受けた者には、学ぶことを愛し、自分の意思で積極的に学んでいき、大学生活で何を得たいかがわかっている者が多いことから、一部の大学では彼らを大学にとって貴重な人材であるとみなしている。スタンフォード大学の入学選考部長は一般的な在宅学習者について次のように述べている。「（合否の）分かれ目となる要素は、持続的な知的活力である。この子供達（在宅学習者）はその力を持っており、彼らの行うことすべてに現れている」。

## 批判
アンスクーリングに批判的な者は、一般的に以下のような意見や問題点を持っている。
- 大部分の子供は、成人後の人生で必要とされることを今学ぶという将来的な見通しを持っていない[8][11]。
- どの教材をカバーするかを教育専門家が管理しないと、子供の学習内容にギャップができてしまうことがある[12]。
- 一般の学校は子供が仲間をみつけるのにちょうど良い場所である。学校に通わない子供は、学校に通う同年代の子供に比べて、友達を作ったりソーシャルスキルを磨いたりするのが更に難しくなるだろう[7][8]。
- 一般的な学校では大人も子供も多様な人間がいるだろうが、学校に通わない子供は異なる文化を持つ人間、社会的・経済的に異なる人間や、異なる世界観に直接触れることはより難しいだろう[8]。
- 子供によっては何も学ぶ気がなく、もし矯正されなければ、教育とは関係のない努力にすべての時間を費やしてしまうことになるだろう[13]（これはアンスクーリング主義者が直接否定している状態である）。
- すべての保護者が知的な刺激を与える環境を用意したり、子供の好奇心を煽るのに必要なスキルと忍耐力を兼ねそろえているわけではない[11][12]。
- 認可された学校の卒業証書を持っていないことが多いため、アンスクーリングの子供が大学に入学したり、就職することがより難しいかもしれない[12]。
- 自分自身の教育を管理してきた子供達は、他人からの指示に従う能力を身に付けないかもしれない[7]。

## 団体
近年の新しい現象として挙げられるのが、アンスクーリング・センター、ホームスクーリング・センター、自己管理学習センターである。ホームスクーリングやアンスクーリングを行っている家庭のために（また、しばしばその家庭によって）センターが作られている一方で、現在アンスクーリングを行っていない（あるいはアンスクーリングという言葉さえ聞いたことがないかもしれない）が、新しい形式の教育に興味がある人達を勧誘するセンターもある。
ノット・バック・トゥー・スクール・キャンプ（en: Not Back to School Camp（「学校に戻らないキャンプ」の意））は、毎年13歳から18歳までのホームスクーリングあるいはアンスクーリング教育を受ける100人以上の子供を集めて行われるキャンプである。このサマーキャンプは『The Teenage Liberation Handbook: How to Quit School and Get a Real Life and Education』の著者であるグレース・レウェリン (en:Grace Llewellyn) によって指導されている。

## その他のオルタナティブ教育との違い
その他のオルタナティブ教育にも、子供自身が自分の学習を管理する重要性を説くものが多い。サドベリー・バレー・スクールなどのフリースクールや、公開学習のバーチャル大学などがその一例である。
これらの教育形態とアンスクーリングの相違は、アンスクーリング主義者は学習の促進に公共施設は必要ないという点である。彼らの多くは、最も貴重な学習ができるのが一般の学校よりも広い世界であると考えており、実は「教育」施設というものは人間をその広い世界から除去してしまうことで学習を制限していると信じている。